# Tinodes oyae
Tinodes oyae là một loài Trichoptera trong họ Psychomyiidae. Chúng phân bố ở miền Cổ bắc.